# Friedhof Hochstraße (Braunschweig)

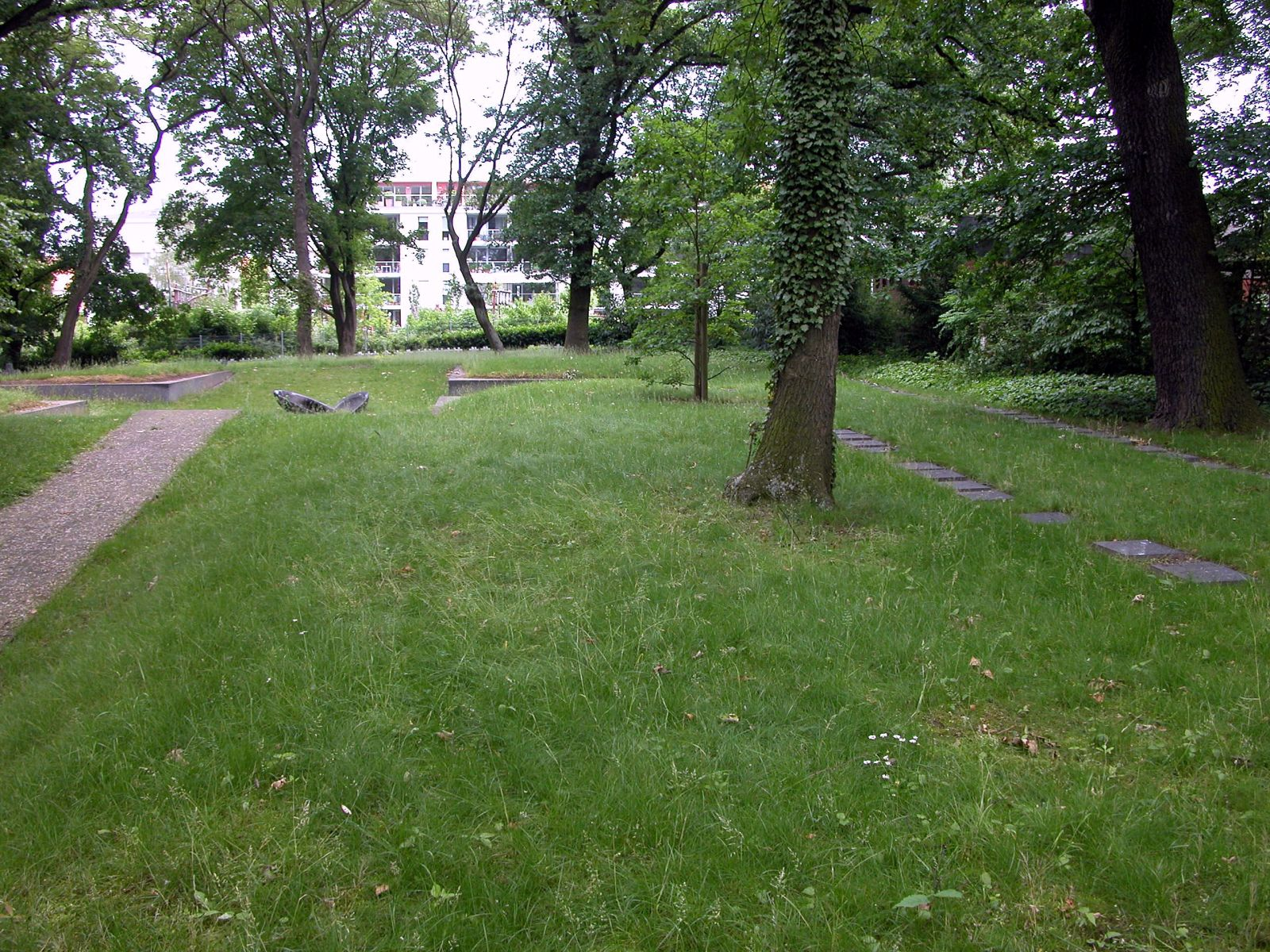
Blick auf den Friedhof Hochstraße

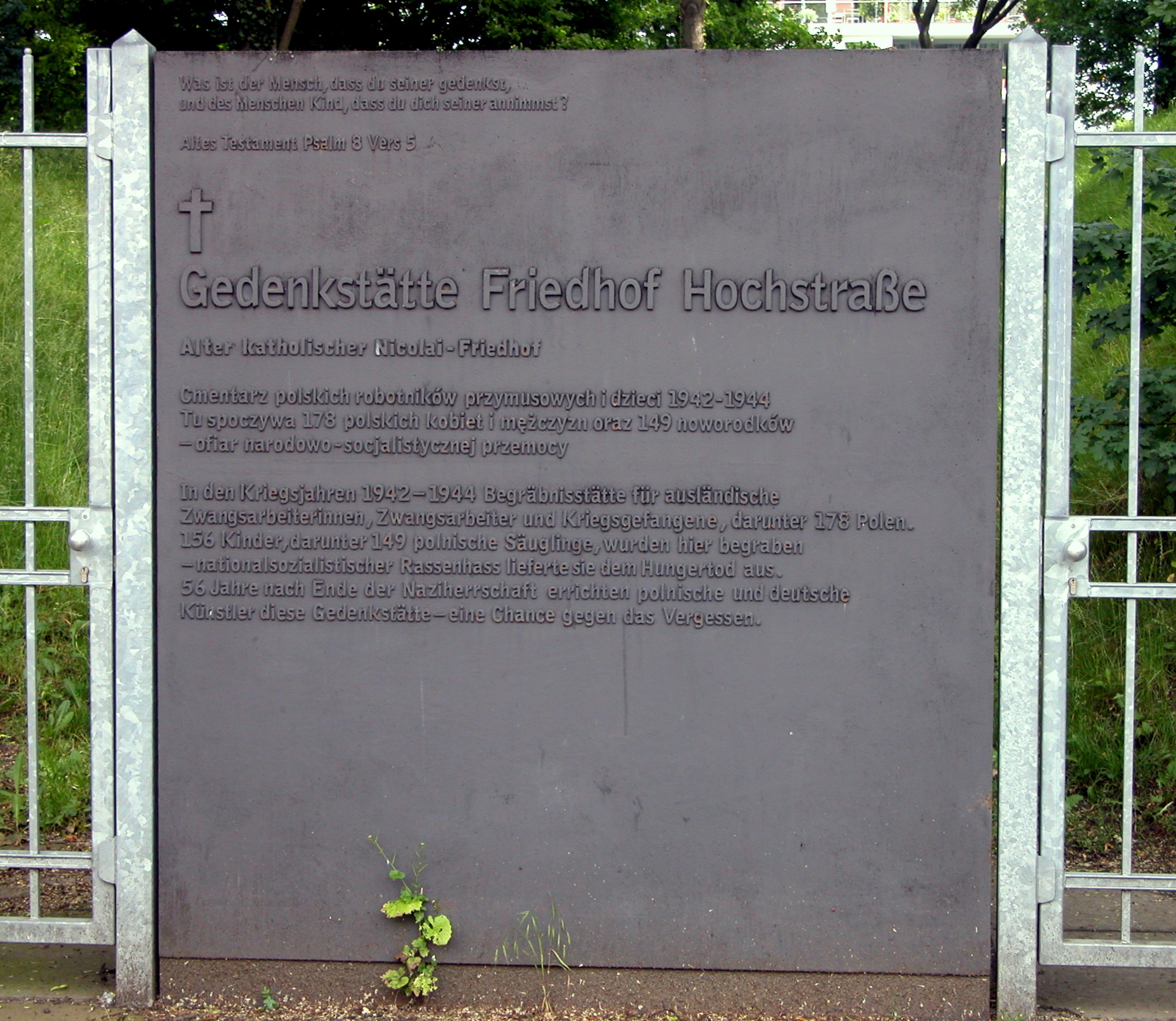
Eingang zur Gedenkstätte

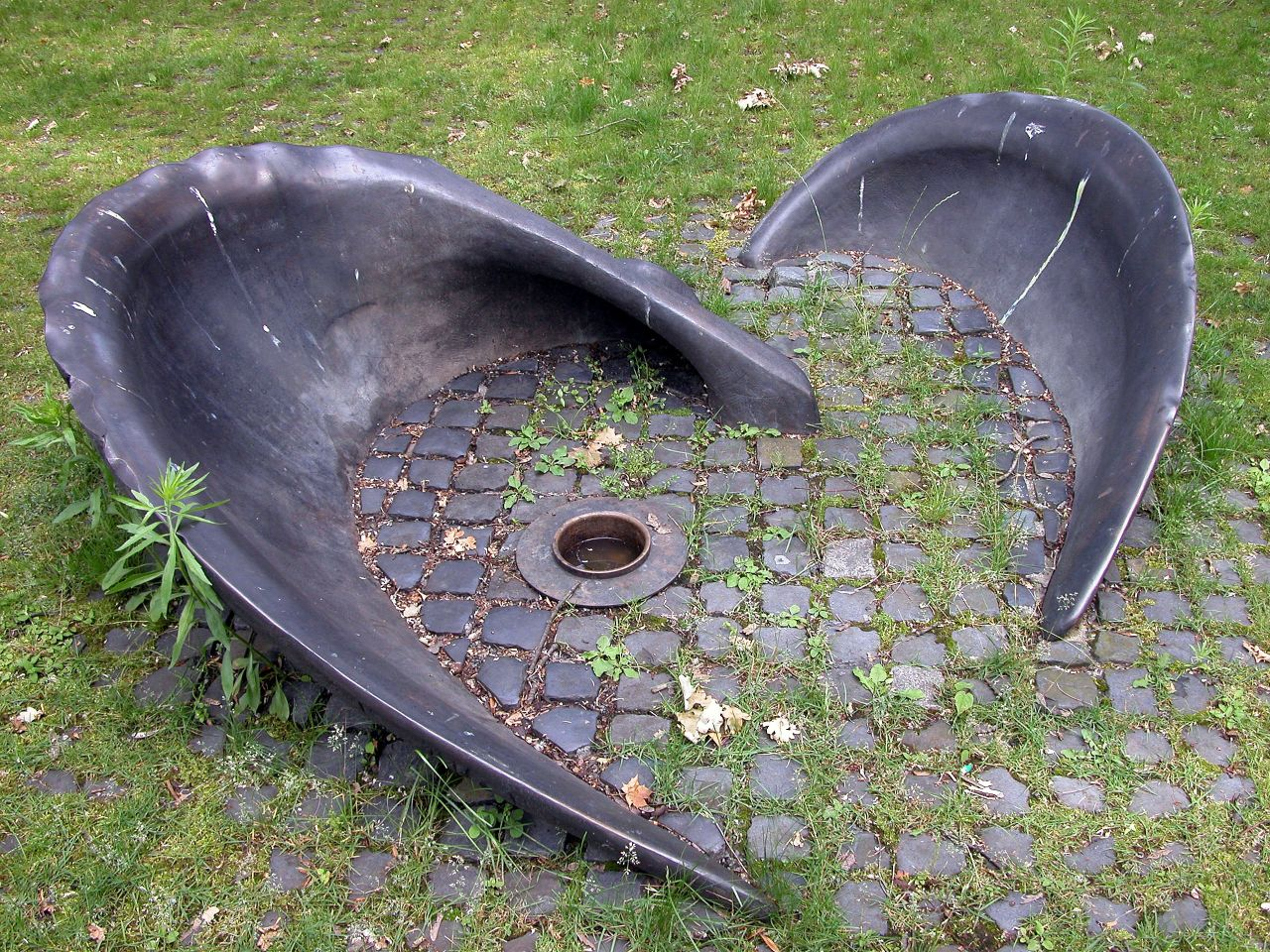
Denkmal für Opfer des Nationalsozialismus

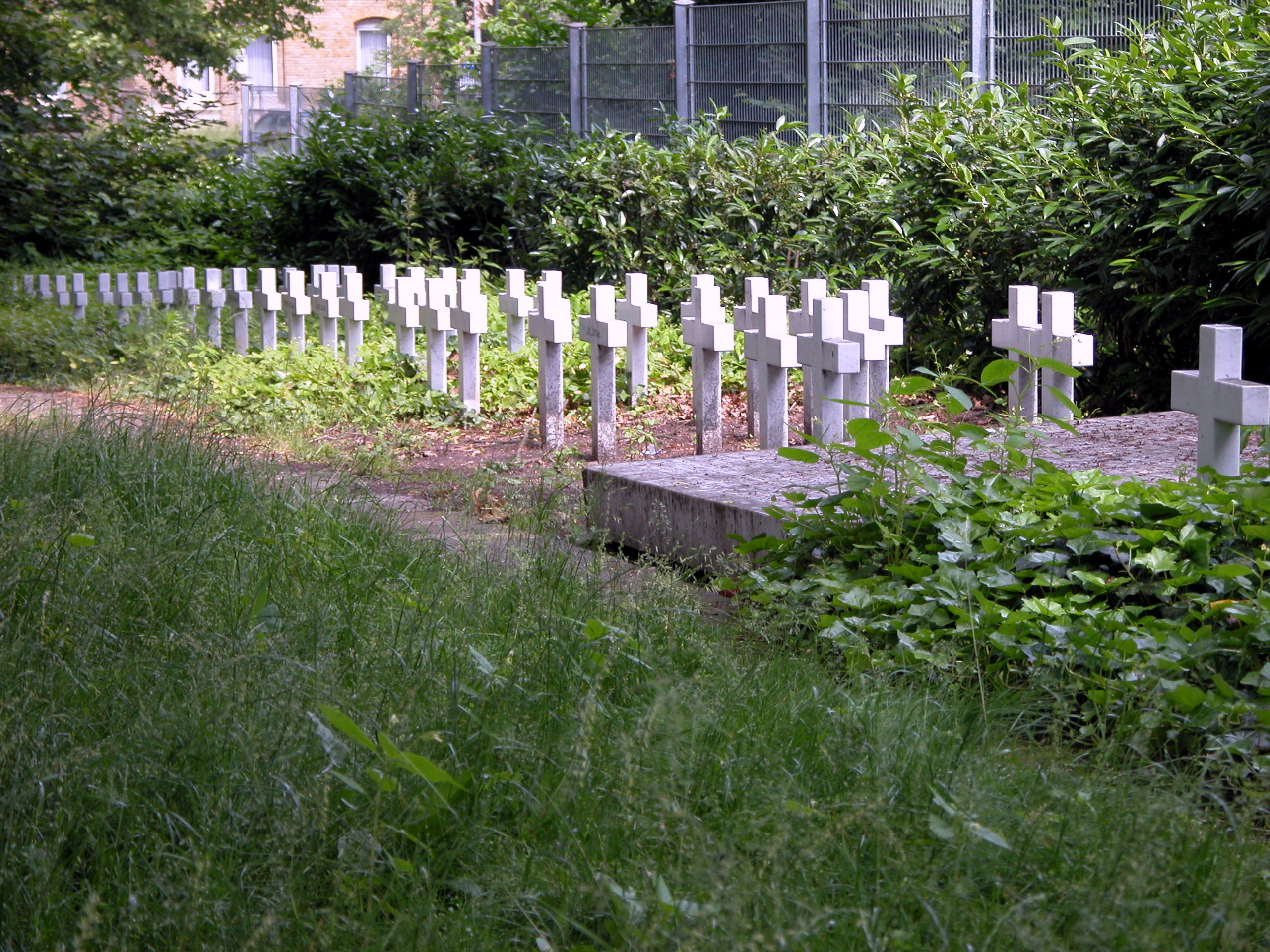
Kreuze für die ermordeten Säuglinge

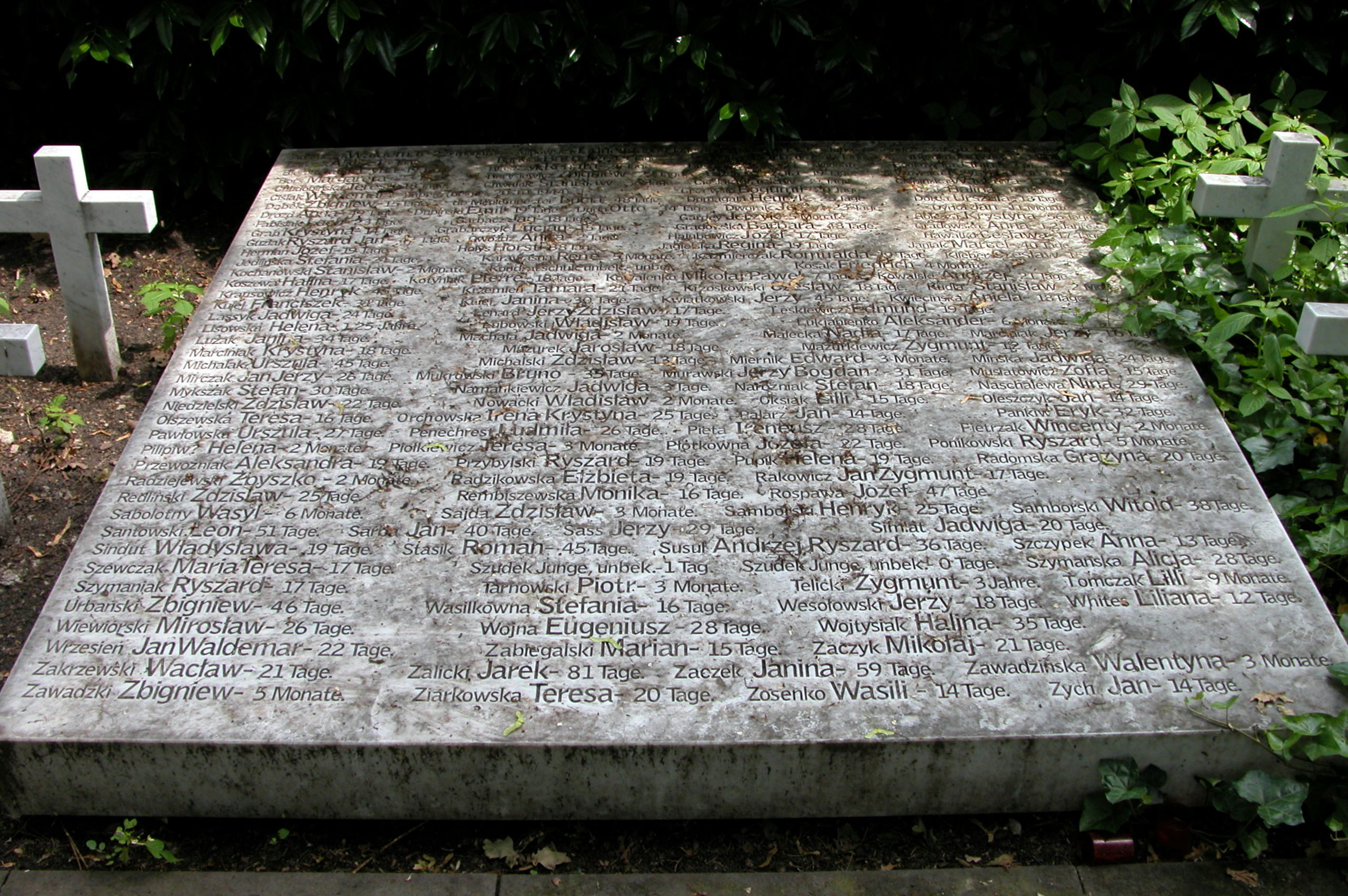
Grabplatte mit den Namen der ermordeten Säuglinge

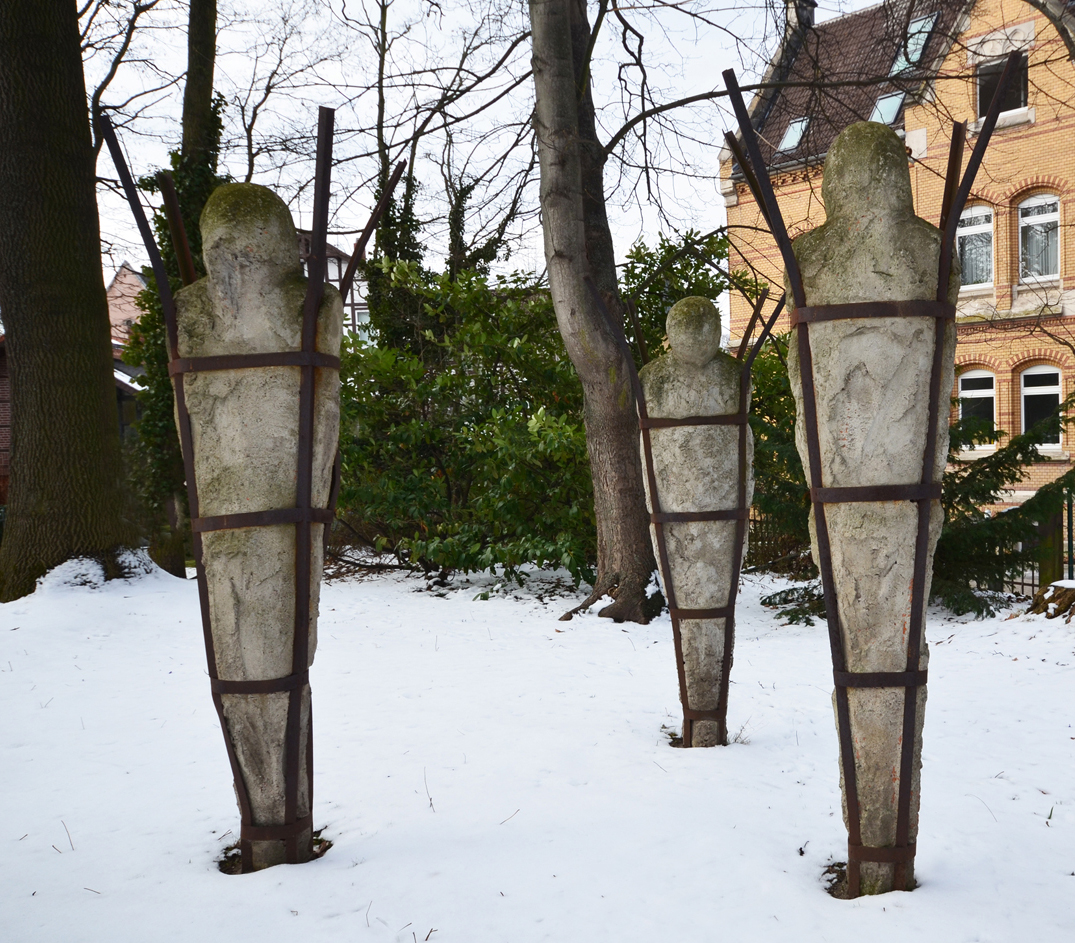
Maikäfer flieg von Denis Stuart Rose

Der Friedhof Hochstraße im Östlichen Ringgebiet in Braunschweig ist ein historischer Friedhof, der 1797 angelegt wurde. Er war einst der Friedhof der römisch-katholischen Kirchengemeinde St. Nicolai (die heutige Gemeinde St. Aegidien) und trug einst die Bezeichnung Katholischer Friedhof und wurde auch im Bezug auf die Gemeinde Nicolaifriedhof genannt. Er wurde 1901 durch den neuen Katholischen Friedhof an der Helmstedter Straße ersetzt. Aus der Zeit als katholischer Friedhof sind nur einzelne Grabsteine erhalten. Während des Zweiten Weltkriegs wurden hier verstorbene Zwangsarbeiter beigesetzt. Der ehemalige Friedhof, der auf dem Giersberg angelegt wurde, dient heute als Grünanlage und als Gedenkstätte. Direkt neben der Friedhofsanlage befindet sich der Wasserturm auf dem Giersberg von 1901.

## Geschichte
Der Friedhof der Kirchengemeinde St. Nicolai befand sich ab 1713 direkt an der 1712 fertiggestellten Nicolaikirche zwischen Friesenstraße und Sandweg (heute Magnitorwall). Dort wurde er 1750 durch den Ankauf eines benachbarten Gartengrundstücks in der Friesenstraße erweitert. Dieser Friedhof konnte bis 1796 genutzt werden.
1796 erwarb der Pfarrer vom Braunschweiger Großen Waisenhaus gegen einen jährlichen Erbzins einen Morgen Ackerland am Giersberg. Der braunschweigische Herzog spendete 1797 einen Betrag zur Anlage des neuen Friedhofs. Am 8. Mai 1797 fand die erste Beerdigung statt. 1835 wurde ein halber Morgen zur Erweiterung erworben. 1865 war der Erbzins abgelaufen und der Friedhof ging in das Eigentum der katholischen Gemeinde über. 1880 sollte eine Erweiterung des Friedhofs stattfinden, der Antrag wurde jedoch abgelehnt. Durch eine Grenzregulierung kamen 1887 59 Quadratmeter hinzu. 1901 war der Friedhof vollständig belegt und wurde für weitere Bestattungen geschlossen. Von 1799 bis 1901 wurden hier 6000 Personen bestattet. 1901 eröffnete der neue Katholische Friedhof neben dem Hauptfriedhof an der Helmstedter Straße.
Während der Zeit des Nationalsozialismus wurde er zwischen November 1942 und Ende 1944 als Begräbnisstätte für die in Braunschweig umgekommenen Kriegsgefangenen, Zwangsarbeiter und Säuglinge von Zwangsarbeiterinnen benutzt. In diesem Zeitraum wurden hier 380 Zwangsarbeiter begraben. Diese kamen meist durch die menschenunwürdigen Lebens- und Arbeitsbedingungen oder bei Luftangriffen auf die Stadt um. Sie stammten aus Belgien, Bulgarien, Deutschland, Frankreich, Italien, den Niederlanden, Österreich, Polen, der Sowjetunion, der Tschechoslowakei und Ungarn. Außerdem wurden hier 156 Kinder, davon 149 polnische, beerdigt. Die meisten kamen im Entbindungsheim für Ostarbeiterinnen, Broitzemer Straße 200, durch Unterernährung und Vernachlässigung um.
Auf dem Katholischen Friedhof wurde u. a. der Architekt und Baumeister Peter Joseph Krahe (1758–1840) bestattet. Sein Grab wurde 1972 zum evangelischen Magnifriedhof an der Ottmerstraße umgebettet, der Ruhestätte mehrerer bedeutender Braunschweiger Persönlichkeiten ist. Die Grabsteine seiner Angehörigen wurden ebenfalls dorthin umgesetzt.
1995 wurde eine Figurengruppe des Künstlers Denis Stuart Rose zum Gedenken an die Zwangsarbeiter aufgestellt. 1996 kam es zur Ausschreibung eines künstlerischen Wettbewerbs, mit dem eine Gedenkstätte geschaffen werden sollte. 1999 wählte eine künstlerische Jury die Nominierten für dieses Projekt.
Im Mai 2001 übergab die Stadt Braunschweig die neu gestaltete Gedenkstätte Friedhof Hochstraße der Öffentlichkeit. Der Friedhof wurde durch eine deutsch-polnische Künstlergruppe, bestehend aus Andrzej Sołyga (PL), Reinhard Coppenrath (DE), Dariusz Śmiechowski (PL) und Marcin Roszczyk (PL), in einen Ort der Trauer und des Gedenkens umgestaltet. Es entstand ein zentraler Platz mit einer herzförmigen Plastik, die an die Leidensgeschichte der Opfer erinnern soll. Am Eingang wurde eine Informationstafel aufgestellt. Auf dem Gräberfeld der Zwangsarbeiter wurden Steinplatten mit Namen und Herkunft angebracht und einzelne Steinkreuze aufgestellt. Im hinteren Teil, in dem die Säuglinge und Kinder begraben wurden, wurden weiße Steinkreuze und eine große Steintafel mit allen bekannten Namen aufgestellt.